# Epidemia di colera in Italia del 1973

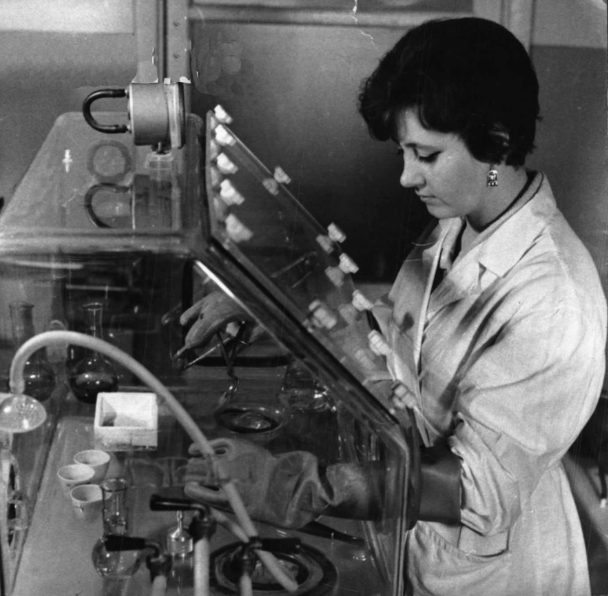
Analisi del vibrione in un laboratorio di Napoli

L'epidemia di colera in Italia del 1973 si verificò nell'ambito della settima pandemia di colera, nelle aree costiere delle regioni Campania, Puglia e Sardegna tra il 20 agosto e il 12 ottobre, quando vennero diagnosticati 278 casi di colera causati dal vibrione, biotipo El Tor (serotipo O1). Quasi tutti i casi coinvolsero gli adulti, con una preponderanza di uomini, e causarono complessivamente 24 decessi.
Il suo improvviso e violento manifestarsi causò un grande allarme nella popolazione (all'ospedale Cotugno di Napoli vennero ricoverate 911 persone in dieci giorni), ma già pochi giorni dopo l'inizio dell'emergenza venne avviata la più grande operazione di profilassi nel secondo dopoguerra che portò alla vaccinazione di circa un milione di napoletani in appena una settimana, grazie anche alle siringhe a pistola messe a disposizione dalla Sesta Flotta degli Stati Uniti.
Sin dai primi giorni, comunque, il veicolo di diffusione fu indicato nel consumo di frutti di mare crudi contaminati dal vibrione, probabilmente una partita di cozze proveniente dalla Tunisia, arrivata prima a Torre del Greco e a Napoli, poi a Bari e a Cagliari, dove si verificarono altri casi.
Eppure solo Napoli subì un feroce attacco mediatico da parte di alcuni giornalisti come Alberto Sensini, che, a suo dire, legge nell’epidemia l’avverarsi delle previsioni di Pietro Gobetti su di un «Sud sempre più attratto verso il Medio Oriente della miseria e dell’arretratezza». Tra i giornalisti c’è anche, però, chi avverte che sulla città «il vento della calunnia soffia dal Nord».

## Storia ed epidemiologia
La settima pandemia di colera si verificò principalmente dal 1961 al 1975, basata sul ceppo batterico chiamato El Tor, e iniziò in Indonesia, per poi diffondersi in Bangladesh nel 1963 ed in India nel 1964, seguita dall'Unione Sovietica nel 1966; nel luglio 1970 ci fu un'epidemia a Odessa e nel 1972 vennero segnalati focolai a Baku. In seguito l'epidemia raggiunse il Nordafrica e nel 1973 l'Italia. La diffusione della malattia fu favorita dai moderni trasporti e dalle migrazioni di massa. I tassi di mortalità diminuirono notevolmente (dal 50% fino al 10%) quando i governi dei paesi interessati iniziarono le moderne misure curative e preventive.

Alla fine del 1972 il colera risultava diffuso in 59 paesi del mondo.

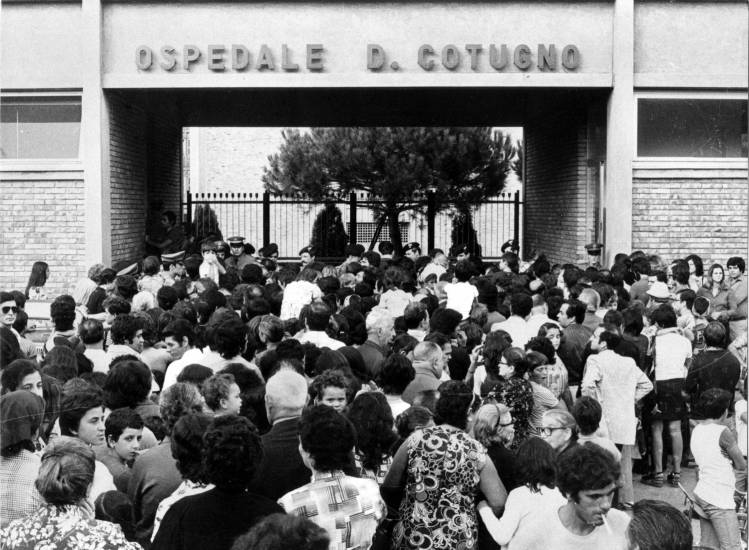
Persone in attesa della vaccinazione all'ospedale Cotugno di Napoli

### Gli ultimi casi in Italia
Già dopo ferragosto del 1973 risultarono alcuni casi di gastroenterite acuta che nel napoletano avevano portato al decesso di alcune persone: il 20 agosto morì all'ospedale dei Pellegrini la ballerina inglese Linda Heyckeey, seguita due giorni dopo da Adele Dolce di Bacoli. Il 26 e 27 agosto morirono all'ospedale Maresca di Torre del Greco due donne residenti a San Giuseppe alle Paludi: Rosa Formisano di 70 anni e il giorno dopo Maria Grazia Cozzolino di 78 anni. Il professor Antonio Brancaccio (1930-2011), primario di medicina dell'ospedale Maresca, ipotizzò tuttavia che si trattasse di qualcosa di ben più grave, annotando nelle cartelle cliniche un "sindrome coleriforme" e chiedendo il trasferimento all'ospedale Cotugno di Napoli: eppure Ferruccio De Lorenzo, direttore dell'ospedale partenopeo, criticò polemicamente tale diagnosi, accusando il collega di "scandalismo".

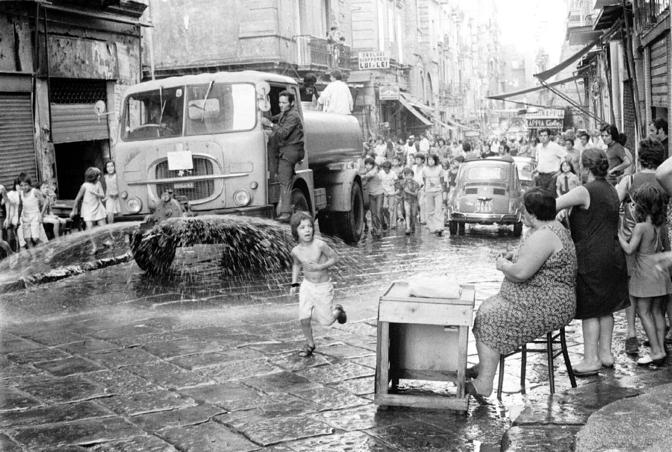
Disinfestazione delle strade di Napoli durante l'epidemia di colera del 1973

La notizia del colera iniziò a diffondersi la sera del 28 agosto, il Ministero della sanità emise un comunicato stampa secondo cui dal 23 agosto nella zona di Ercolano-Torre del Greco si erano manifestati 14 casi di gastroenterite acuta, per i quali era sorto il sospetto che si trattasse di infezione da vibrione colerico, il cui focolaio era però circoscritto ai casi individuati. Il giorno dopo il quotidiano Il Mattino aprì la prima pagina con la notizia di sette morti (cinque a Torre del Greco e due a Napoli) e più di 50 ricoverati all'ospedale Cotugno.

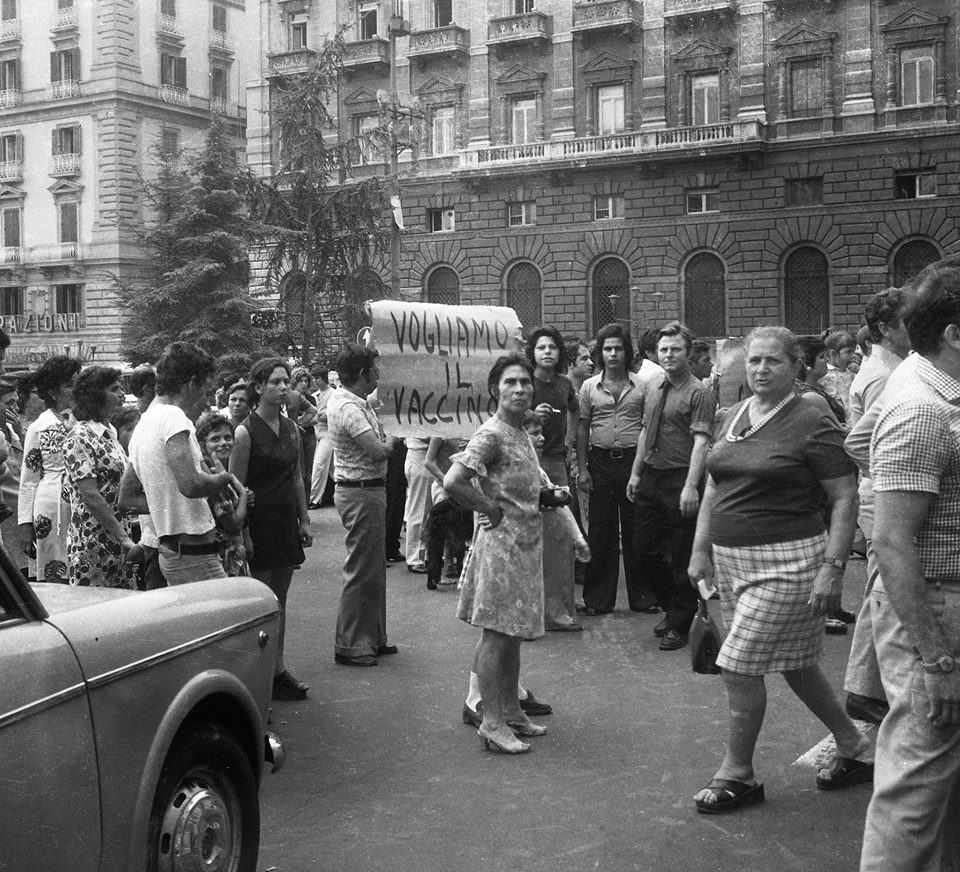
Proteste per la carenza di vaccini

In brevissimo tempo si scatenò il panico tra la popolazione, memore delle devastanti epidemie di colera del 1837, del 1884 e del 1910-1911: si registrarono infatti rivolte, blocchi stradali, rifiuti incendiati e assalti ai camion della disinfestazione. Paolo Cirino Pomicino, all'epoca assessore ai cimiteri di Napoli, fu accusato di nascondere centinaia di cadaveri per occultare l'emergenza. Le autorità provvidero ad iperclorinare (2 ppm) le acque dell'acquedotto municipale, proibirono la vendita dei frutti di mare e sequestrandoli nei ristoranti, avviarono una campagna straordinaria di raccolta dei rifiuti, pulizia delle strade e disinfestazione dalle mosche, vietarono l'accesso a spiagge ed aree di balneazione in genere, fecero ispezionare teatri, cinema e altri luoghi di aggregazione.
Il 31 agosto, quando all'ospedale Cotugno di Napoli risultavono ricoverati già 220 pazienti sospettati di aver contratto la patologia, i cittadini partenopei assediarono il municipio di Napoli, data la carenza di vaccini e sulfamidici, mentre i limoni (il cui succo può attenuare gli effetti del vibrione) erano ormai disponibili solo al mercato nero a prezzi proibitivi. Ad Ercolano i carabinieri furono costretti a disperdere la folla con il lancio di lacrimogeni.

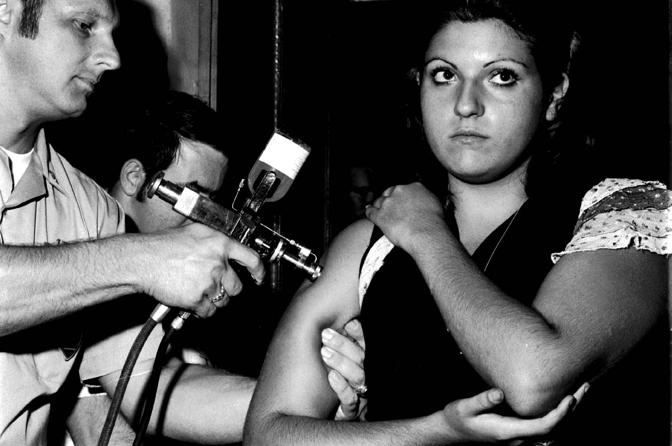
Vaccinazione anti-colera con siringa a pistola

Data la lentezza dell'amministrazione comunale di Napoli, alcuni militanti del Partito Comunista Italiano allestirono in fretta il primo centro vaccinale nei pressi della Casa del Popolo nel quartiere Ponticelli, poi trasferito nella scuola Enrico Toti. In seguito intervennero i militari statunitensi della Environmental Preventive Medicine Unit (EPMU) no. 7 della Sesta flotta,  con le siringhe a pistola già utilizzate per le vaccinazioni di massa durante la guerra del Vietnam. Si stima che i presidi sanitari riuscirono a vaccinare il 50-80 per cento della popolazione. Nella terza settimana dell'epidemia, la regione Campania autorizzò la somministrazione di una seconda dose del vaccino, a cui si sottopose solo il 20% delle persone precedentemente vaccinate, dato che la situazione era considerata ormai sotto controllo.
A Napoli e Ercolano venne vietato il commercio di molluschi, pesci e fichi, e fu disposto il sequestro delle cozze, provocando la rivolta dei pescatori professionali che per protesta mangiarono i loro prodotti ittici crudi per evidenziarne la purezza. Tuttavia, il vibrione di biotipo El Tor venne rinvenuto solo nelle vittime e non nelle cozze:
(Alfonso Zarone, perito del tribunale di Napoli)

Anche a Bari il problema fu inizialmente sottovalutato. La Gazzetta del Mezzogiorno titolava: 
Il presidente Giovanni Leone, nella sua visita al Policlinico di Bari del 1973, disse, rivolgendosi a un gruppo di giovani ricoverate: 
 Tuttavia anche a Bari le disfunzioni erano evidenti: l'ospedale "Di Venere" rimase senz'acqua in piena emergenza. Vennero chiusi cinema, scuole, università, vennero vietati i bagni sia nelle spiagge libere sia in quelle a pagamento. La squadra di calcio del Verona annullò la partita in programma con il Bari e diversi altri incontri nel capoluogo pugliese vennero rimandati. Notevoli danni subirono anche il settore della floricoltura dell'entroterra barese, nonché quello della miticoltura tarantina. Fu fermato un intero convoglio con circa un centinaio di passeggeri impauriti nei pressi di Firenze, a causa del sospetto contagio di una donna barese.

### La risoluzione
Curiosamente, l'ultimo caso di colera a Napoli venne diagnosticato il 19 settembre, nella ricorrenza patronale di San Gennaro, anche se in tale occasione non avvenne il prodigio della liquefazione del sangue del santo contenuto nell'ampolla.

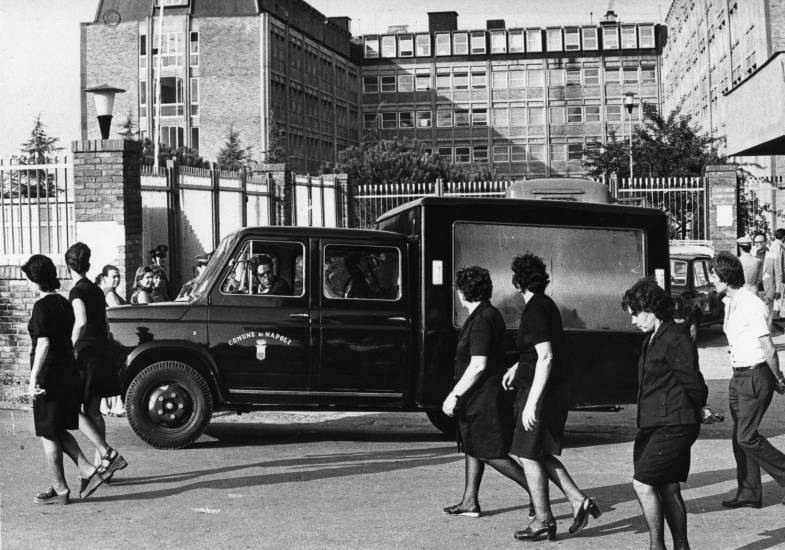
Carro funebre all'uscita dell'ospedale Cotugno nel 1973

Alla fine il bilancio della diffusione del batterio sarà proporzionalmente peggiore a Bari rispetto a Napoli, con quasi lo stesso numero di contagiati su una popolazione complessivamente minore, benché con un tasso di mortalità decisamente inferiore. 
| Regione       | Provincia | Infettati | Morti | Tasso di letalità |
| ------------- | --------- | --------- | ----- | ----------------- |
| Campania      | Napoli    | 119       | 15    | 12,6%             |
| Campania      | Caserta   | 11        | 0     | -                 |
| Puglia        | Bari      | 110       | 6     | 5,5%              |
| Puglia        | Brindisi  | 2         | 0     | –                 |
| Puglia        | Foggia    | 4         | 1     | 25,0%             |
| Puglia        | Lecce     | 1         | 0     | –                 |
| Puglia        | Taranto   | 8         | 0     | –                 |
| Sardegna      | Cagliari  | 13        | 1     | 7,7%              |
| Altre regioni |           | 9         | 1     | 11,1%             |
| Totale        |           | 277       | 24    | 8,7%              |

## Conseguenze socio-economiche
Il 16 settembre 1973 il Genoa rifiutò di giocare la 4ª giornata della Coppa Italia contro il Napoli allo stadio San Paolo, avendo peraltro il Comune di Genova rifiutato l'inversione del campo. Nella stessa giornata di coppa, anche il Verona disertò la trasferta a Bari. Per tali rinunce, venne assegnato il risultato di 2-0 a tavolino e le due squadre furono penalizzate di un punto nelle rispettive classifiche di girone.
Si stima che l'epidemia produsse danni economici per un ammontare di 30 miliardi di lire dell'epoca nella sola città di Napoli. Il risanamento della città e la distruzione degli allevamenti di mitili portò però anche alla drastica diminuzione delle malattie a trasmissione fecale, come il tifo e l'epatite A.

## Nella cultura di massa
(Eduardo De Filippo, L'imputata)
Nel novembre 1973 Eduardo De Filippo compose in napoletano un celebre sonetto intitolato L'imputata, dove si immagina un dialogo tra un giudice e una cozza portata a processo e che, a sua discolpa, denuncia la vera origine dell'epidemia.

## Postumi epidemiologici
Un nuovo caso di epidemia interessò Bari nell'autunno 1994, sia pur con dimensioni ridotte e ascrivibili all'ingestione di prodotti ortofrutticoli irrigati con acque contaminate.

## Filmografia
- Notizie cinematografiche: Italia: epidemia di colera, Istituto Luce, agosto 1973.
- Wladimir Tchertkoff, Napoli dopo il colera, 1974
- Aldo Zappalà, La storia siamo noi: 1973-1976. Napoli al tempo del colera, Village doc&films, RAI Educational, 2006.